# Mali Sadî, Dubno
Mali Sadî (în ucraineană Малі Сади) este localitatea de reședință a comunei Mali Sadî din raionul Dubno, regiunea Rivne, Ucraina.

## Demografie
Componența lingvistică a localității Mali Sadî
     Ucraineană (99,58%)
     Alte limbi (0,42%)
Conform recensământului din 2001, majoritatea populației localității Mali Sadî era vorbitoare de ucraineană (99,58%), existând în minoritate și vorbitori de alte limbi.